# 야쿠프 클르치
야쿠프 클르치(튀르키예어: Yakup Kılıç, 1986년 7월 13일~)는 튀르키예의 권투 선수이다. 2008년 하계 올림픽에서 남자 페더급 동메달을 획득했다. 또한 세계 선수권 대회에서 동메달 1개를 획득했다.